# Нильсен, Нильсина
Нильсина Нильсен (дат. Nielsine Nielsen; 10 июня 1850, Свеннборг — 8 октября 1916, Копенгаген) — первая женщина-учёная и врач в Дании. Она окончила Копенгагенский университет в 1885 году, а в 1889 году основала собственную медицинскую практику в Копенгагене и работала врачом общей практики. Нильсен также активно участвовала в движении за равенство полов, работая в Датском женском обществе.

## Биография
Нильсина Нильсен родилась 10 июня 1850 года в Свеннборге, где прошло её детство, в семье зажиточного судовладельца Ларса Нильсена (Lars Nielsen; 1808—1886) и Карен Йенсен (Karen Jensen; 1811—1882). В детстве её брат погиб при кораблекрушении, а её сестра умерла от брюшного тифа, что, по некоторым сведениям, повлияло на её интерес к медицине.
В 1868 году она получила педагогическое образование в копенгагенском Институте Фрёкнерне Виллемоэс-Квистгордс и несколько лет работала гувернанткой в провинции.
В 1874 году она переписывалась со шведской женщиной-врачом Шарлотт Илен (Charlotte Yhlen; 1839–1920), у неё возникла идея выучиться на врача. Её поддержал врач и политик К. Э. Фенгер (C.E. Fenger; 1814—1884), который поддерживал борьбу за права женщин, в том числе оказывая помощь первой датской женщине-телеграфистке Матильде Фибигер. Фенгер направил её заявление в Министерство по делам церкви и просвещения на получение аттестата об окончании среднего образования и поступление в университет.
В 1875 году королевский указ утвердил закон, который позволил женщинам поступать в Копенгагенский университет. В 1877 году она вместе с Йоханной Глируп (Johanne Marie Gleerup) сдала экзамены по математике, естественным наукам и языку в «Школе гражданских добродетелей» (Borgerdydskole). Её репетитором был учитель Людвиг Трир (Ludvig Trier; 1837—1911). В том же году была зачислена в число первых двух студенток университета в Дании. Датское женское общество выделило ей небольшое пособие, чтобы она могла учиться, не будучи стеснённой в средствах. В 1885 году Нильсен получила диплом врача-терапевта.
Она зарекомендовала себя как практикующий врач в Копенгагене. Нильсен планировала специализироваться на гинекологии, но единственный датский гинеколог в то время, Ф. Ховиц, не принял её. Однако в 1906 году она была назначена общинным специалистом по венерическим болезням и занималась защитой прав проституток.
Нильсина Нильсен активно участвовала в женском движении, будучи членом Датского женского общества. Однако, критикуя чересчур осторожную политику этой организации, она примкнула к более радикальным женским группам. В 1893—1898 годах Нильсен была председателем Женской суфражистской ассоциации (Kvindevalgretsforeningen). В 1904 году она вместе с Луизой Нёрлунд, Биргитте Берг Нильсен и Альвильдой Харбу Хоф стали первыми женщинами-членами либеральной партии. В 1907 году она была одним из соучредителей Национальной ассоциации за избирательное право женщин (Landsforbundet for Kvinders Valgret).

## Признание
В честь неё была названа дорога в Ригсхоспиталет, одну из крупнейших больниц Дании и самую узкоспециализированную больницу Копенгагена.
Копенгагенский университет и Музей истории медицины получили грант в размере 750 000 датских крон (более 9 млн рублей) от Датского фонда искусств и возводят памятник Нильсине Нильсен в ознаменование 150-летия доступа женщин к высшему образованию, отмечаемого в 2025 году. Ожидается, что изготовление статуи будет завершено не позднее 2026 года.